# دینوبا (کالیفرنیا)
دینوبا (به انگلیسی: Dinuba) شهری در شهرستان تولار ایالت کالیفرنیا است که در سرشماری سال ۲۰۱۰ میلادی، ۲۱۴۵۳ نفر جمعیت داشته است.